# Munif ar-Razzaz
Munif ar-Razzaz (ur. 1919, zm. 1984) – polityk partii Baas. W latach 1950–1960 był jednym z twórców i liderów jordańskiej organizacji partii Baas. Na przełomie lat 1965 i 1966 był sekretarzem generalnym Przywództwa Narodowego partii Baas. Odsunięty z elity władzy po zamachu stanu przeprowadzonym przez partyjną frakcję radykalną, bezskutecznie próbował zorganizować kolejny przewrót, a następnie zbiegł do Libanu. Działał następnie w palestyńskim Arabskim Froncie Wyzwolenia, zasiadał w Przywództwie Narodowym irackiej partii Baas. Po przejęciu władzy przez Saddama Husajna został osadzony w areszcie domowym. Jest autorem wspomnień opisujących funkcjonowanie syryjskiej partii Baas.

## Życiorys

### Działalność w Jordanii
Urodził się w Syrii, jednak krótko potem jego rodzina wyjechała do Transjordanii. Studia prawnicze Munif ar-Razzaz ukończył w Ammanie. W 1950 wstąpił do partii Baas i zaangażował się w tworzenie jej komórek w Jordanii. W latach 1955–1957 jordańska partia Baas dołączyła do lewicowej opozycji przeciwko monarchii haszymickiej, występowała z radykalną krytyką króla Husajna, wzywał do poprawy stosunków jordańsko-egipskich. Munif ar-Razzaz brał udział w protestach w grudniu 1955 przeciwko wstąpieniu Jordanii do paktu bagdadzkiego. W ich rezultacie jordański rząd Hazzy al-Madżalego odstąpił od zamiarów przystąpienia do paktu. Za swoją działalność ar-Razzaz był czterokrotnie aresztowany: w 1956, 1958, 1959 i 1960.

### Działalność w Syrii
W 1963 partia Baas drogą zamachu stanu przejęła władzę w Syrii.
Po skonsolidowaniu władzy partia Baas nie miała jednolitego, akceptowanego przez całą organizację programu politycznego. W jej obrębie trwały spory ideologiczne, personalne oraz wyznaniowe. Między wrześniem 1963 r. a grudniem 1965 r. kilkakrotnie zmieniał się rząd; naprzemiennie kierowali nimi baasistowscy radykałowie i umiarkowani. W toku wewnątrzpartyjnych sporów jeden z twórców i przywódców partii, Michel Aflak, mianował ar-Razzaza sekretarzem generalnym Przywództwa Narodowego. Krok ten miał wzmocnić frakcję umiarkowanych baasistów przeciwko frakcji radykalnej, kierowanej przez generałów Salaha Dżadida i Hafiza al-Asada. Krótko jednak po tej nominacji radykałowie przeprowadzili w Syrii kolejny zamach stanu i odsunęli od władzy przywódców umiarkowanych, w tym prezydenta Amina al-Hafiza. Munif ar-Razzaz w dniu przewrotu ukrył się w Damaszku i bez powodzenia wzywał do przeciwstawienia się przewrotowi. Razem z gen. Fahdem asz-Sza’irem tworzył podziemną organizację, której celem było odzyskanie władzy przez umiarkowanych baasistów i stał na czele jej struktur cywilnych. Organizacja planowała zamach stanu przeciwko rządom Salaha Dżadida na 8 września 1966, jednak przed tą datą została wykryta, a jej zamiary udaremnione. Również tym razem ar-Razzaz, podobnie jak asz-Sza'ir, zdołał zbiec.
Munif ar-Razzaz wziął udział w spisku Salima Hatuma przeciwko rządom Salaha Dżadida, a po jego wykryciu zdołał zbiec do Libanu.

### Działalność w Libanie i w Iraku
W Libanie przystąpił do irackiej partii Baas, która w 1966 utworzyła własne Przywództwo Narodowe; organizacje partyjne w Syrii i Iraku zwalczały się odtąd, każda uznawała się za jedyną kontynuatorkę tradycji baasistowskich. Ar-Razzaz działał w zorganizowanej pod auspicjami irackiej partii Baas zbrojnej formacji palestyńskiej - Arabskim Froncie Wyzwolenia. W 1977 wszedł do Przywództwa Narodowego partii Baas w Iraku, jednak po dojściu do władzy Saddama Husajna stracił wpływy polityczne. Został umieszczony w areszcie domowym, którego nie opuścił do śmierci w 1984.
W 1967 w Bejrucie opublikował wspomnienia z czasów swojej działalności w Syrii, zatytułowane Al-Tadżribat al-Murra. Opisywał w nich wewnętrzne spory w partii Baas na tle religijnym, twierdząc, że w 1965 i na początku r. 1966 pełnię władzę w kraju stopniowo konsolidowali alawici, stopniowo eliminując wpływy sunnitów. Spory ideologiczne przedstawiał jako pozorną przyczynę rywalizacji wewnątrzpartyjnej, której używano, by nie przyznać się do rzeczywistej, religijno-etnicznej motywacji.